# Жима-Эрбала
Жима-Эрбала (чечен. Жома Аьрбала — «маленький Эрбала») — покинутый аул в Галанчожском районе Чеченской Республики.

## География
Аул Жима-Эрбала расположен к северо-западу от районного центра Галанчож.
Ближайшие развалины аулов: на юго-востоке — аулы Ёкка-Эрбала и Гулач, на северо-востоке — аул Кечнюхи.

## История
Аул Жима-Эрбала был ликвидирован в 1944 году во время депортации чеченцев. После восстановления Чечено-Ингушской АССР в 1956 году чеченцы было запрещено селиться в данном районе.
С 2012 года аул Жима-Эрбала входит в состав ранее упразднённого Галанчожский район.